# Luxemburg a 2006. évi téli olimpiai játékokon
Luxemburg az olaszországi Torinóban megrendezett 2006. évi téli olimpiai játékok egyik részt vevő nemzete volt. Az országot az olimpián 1 sportágban 1 sportoló képviselte, aki érmet nem szerzett.

## Műkorcsolya
| Versenyző     | Versenyszám | Rövid program | Rövid program | Kűr   | Kűr   | Összesítés | Összesítés |
| Versenyző     | Versenyszám | Pont          | Hely.         | Pont  | Hely. | Pont       | Helyezés   |
| ------------- | ----------- | ------------- | ------------- | ----- | ----- | ---------- | ---------- |
| Fleur Maxwell | Női egyéni  | 44,53         | 21.           | 65,04 | 24.   | 109,57     | 24.        |